# حزب التجمع الوطني التقدمي الوحدوي
حزب التجمع الوطني التقدمي الوحدوي، هو أحد أبرز الأحزاب اليسارية المصرية. تأسس الحزب مع إعادة تأسيس الأحزاب في مصر وحل الاتحاد الاشتراكي العربي الذي كان يمثل الحزب السياسي الوحيد في مصر سنة 1976. تأسس الحزب على كاهل مجموعة من أصحاب التوجهات اليسارية بصفة عامة: الاشتراكيون والشيوعيون والناصريون والقوميون وبعض الليبراليين غير أن الشيوعيين كانوا في قلب المجموعة الداعية لإنشاء الحزب.
يعتبر خالد محي الدين المؤسس والزعيم التاريخي للحزب. وقد رشح الحزب هشام البسطويسي لانتخابات الرئاسة المصرية 2012.
اشترك الحزب في جميع الانتخابات التشريعيه منذ تاسيسه وتحصل على مقعدين في الفصل التشريعي 1977-1979 ولم يمثل في برلمان 1979-1984 وبتعديل قانون مجلس الشعب سنه 1984 ليصبح بالقائمة النسبية لم يمثل الحزب في هذه الدورة لعدم حصوله على النسبة المؤهلة على مستوى الجمهورية وتم الحكم من المحكمة الدستوريه العليا بعدم دستورية الانتخاب بالقائمة النسبية المطلقه وتم حل البرلمان وتعدل القانون ليسمح للمستقلين بالترشيح ولكن الحزب لم يفز بأي مقاعد لعدم حصوله على النسبة المؤهلة والتي تعتبر تعجيزية وتهدر الأصوات وتم حل مجلس الشعب مره أخرى سنه 1990 لحكم المحكمة مرة أخرى بعدم الدستورية وأجريت الانتخابات على النظام الفردي وحصل الحزب على خمسة مقاعد سنة 1990 وبانقضاء الدورة أُجريت الانتخابات سنه 1995 وفاز الحزب بخمسة مقاعد. حصل الحزب على 6 مقاعد في انتخابات مجلس الشعب سنة 2000 وعلى مقعدين في انتخابات سنة 2005. يرأسه الدكتور محمد رفعت السعيد ويقدر عدد أعضائه بـ 22 ألف. يصدر الحزب جريدة الأهالي.

## مبادئ الحزب
يتبنى الحزب التوجهات الآتية:
1. الحفاظ على دولة رعاية قوية قادرة على حماية المواطنين من الاستغلال الاقتصادي.
2. الديموقراطية هي الضمان للاستقرار وتداول السلطة بشكل سلمي.

## تاريخ الحزب في البرلمان
يعد حزب «التجمع» هو الأكثر خسارة من بين قوى المعارضة في الانتخابات البرلمانية التي جرت مؤخراً (دورة 2005)، ولم يفز من بين مرشحيه الـ60 سوى مرشحين فقط الأول هو النائب عبد العزيز شعبان الذي يحتل مقعده البرلماني عن دائرة حدائق القبة بالقاهرة للدورة الرابعة على التوالي منذ فاز لأول مرة في انتخابات عام 1990، والثاني هو محمد تليمة الذي نجح للمرة الأولى بعد عدة تجارب انتخابية لم يحالفه التوفيق فيها ممثلاً لدائرة أوسيم بالجيزة، فيما خسر الحزب خمسة مقاعد برلمانية من ستة هي جملة هيئته البرلمانية في مجلس الشعب المنقضي، وسقط رموز الحزب في الانتخابات الأخيرة ومن أبرزهم خالد محيي الدين مؤسس الحزب وزعيمه، والنائب المشاكس البدري فرغلي، وأبو العز الحريري.
وينفرد حزب «التجمع» اليساري المعارض بأنه الحزب الوحيد الذي خاض جميع الانتخابات البرلمانية منذ عودة التجربة الحزبية في مصر عام 1976 في عهد الرئيس الراحل أنور السادات، ففي ذلك العام، تم إجراء أول انتخابات تشريعية في ظل التعددية الحزبية وخاضها حزبا المعارضة «التجمع والأحرار» في مواجهة حزب مصر الحاكم وقتئذ قبل أن يؤسس السادات الحزب «الوطني» الحاكم الآن، الذي لم يكن موجوداً وقت إجراء هذه الانتخابات.
في هذه الانتخابات فاز «التجمع» بثلاثة مقاعد برلمانية من بينها مقعد «الزعيم» خالد محيي الدين، الذي اقتنصه من بين براثن السلطة التي رشحت أمامه ابن عمه الدكتور صفوت محيي الدين والد وزير الاستثمار السابق الدكتور محمود محيي الدين الذي تنازل عن الترشيح لبرلمان 2005 أمام خالد لاعتبارات عائلية، وهي الأزمة التي فرضت نفسها على الانتخابات هذا العام مبكراً.
وخلال الدورة البرلمانية انضم للحزب أحد ألمع نواب البرلمان في تاريخه النائب الشاب «وقتها»، أبو العز الحريري ليصبح للحزب أربعة مقاعد. ويذكر أن الحريري الذي لم يتجاوز عمره 32 عاماً - آنذاك - أحد النواب الذين دفعوا الرئيس السادات إلى حل البرلمان بسبب وقفتهم الشرسة ضد اتفاقية السلام مع إسرائيل.
وبعد حل برلمان «76»، جرت انتخابات عام 1979 وسط حالة من العداء المتبادل بين حزب «التجمع» والسادات، ودفع الحزب الثمن غالياً لرفضه اتفاقية «كامب ديفيد» بعدم فوز أي من مرشحيه، بمن فيهم خالد محيي الدين الذي أُعْلِنَ فوزه في وسائل الإعلام وفي الجرائد القومية «الناطقة باسم الحكومة»، لكن السادات كان له رأي آخر بضرورة فوز منافس مؤسس الحزب وهو الدكتور صفوت محي الدين.
وكانت نتيجة الانتخابات مثار تعليقات كبار كتاب مصر - في الصحف الحكومية - مثل مصطفى أمين، و أحمد بهاء الدين، والتي أكدوا خلالها أنهم لا يتخيلون برلماناً لا يضم محي الدين ورفاقه من نواب التجمع.
وفي إطار الصراع السياسي مع السادات، خاض الحزب الانتخابات التكميلية في إحدى دوائر الإسكندرية بالنائب الحريري في معركة وقف فيها اليسار المصري كله في مواجهة النظام، واقتنص الحريري المقعد قبل فض الدورة البرلمانية بأقل من شهر ونصف الشهر.. لكنها الرسالة التي أراد الحزب توجيهها لنظام الرئيس الراحل.
وفي انتخابات 1984 التي شهدت لأول مرة في تاريخ الحياة البرلمانية في مصر نظام القائمة النسبية المشروطة، لم يستطع الحزب تحقيق شرط الحصول على نسبة 8% من مجموع أصوات الناخبين، وحصل على 400 ألف صوت فقط بنسبة 8,4% فقط، وبالتالي لم تتح له الفرصة للحصول على أي من المقاعد البرلمانية، فيما شهدت هذه الانتخابات تحالفاً مثيراً للجدل بين حزب «الوفد» الجديد بعد عودته إلى الحياة السياسية بحكم قضائي، وبين جماعة الإخوان المسلمين، وحصلا معاً «الوفد والإخوان» على أكثر من 40 مقعداً برلمانياً، ولم يستطع الحزب أيضاً في انتخابات عام 1987 تحقيق نسبة الـ8% المطلوبة حيث حصل على 260 ألف صوت بنسبة 4,2%، وشهدت هذه الانتخابات تغييراً تكتيكياً في تحالف جماعة الإخوان المسلمين التي تركت «الوفد»، وشكلت تحالفاً ثلاثياً مع حزبي «الأحرار والعمل».
والجدير بالذكر أن برلماني «84، و 87» تم حلّهما بحكمين قضائيين للمحكمة الدستورية التي قضت بعدم دستورية نظام القائمة، وكان لافتاً أن صاحب الدعويين القضائيتين للطعن في شرعية المجلسين هو المحامي كمال خالد الذي كان يشغل موقعه نائباً في المجلسين!
وجاءت انتخابات عام 1990 وسط أحد أهم أحداث القرن العشرين وهو انهيار الاتحاد السوفيتي، ومنظومة الدول التي كانت تسمي بدول «الكتلة الشرقية»، وكان لهذا الحدث العالمي أثره في قرار حزب «التجمع» بخوض الانتخابات وعدم مقاطعتها، مخالفاً بذلك إجماع جميع أحزاب المعارضة علي المقاطعة، احتجاجاً على عدم الاستجابة لمطالبها بضرورة الإشراف القضائي على الانتخابات، ووضع الضمانات الكفيلة بحيدتها ونزاهتها.
وشهد حزب التجمع صراعاً حاداً بين فريقين داخله: الأول يرى ضرورة المقاطعة، تجاوباً مع موقف أحزاب المعارضة، فيما رأي الفريق الثاني أن خوض المعركة الانتخابية والنفاذ إلي مجلس الشعب بنائب أو اثنين من شأنه صد الهجمة الإعلامية الحكومية «المتوقعة» على الحزب ذي التوجه اليساري، وصاحب العلاقات الوثيقة مع الاتحاد السوفيتي والدول الشرقية التي انهارت، وبالفعل انتصرت إرادة الفريق الثاني، وخاض الحزب الانتخابات محققاً نتيجة غير مسبوقة بفوزه بخمسة مقاعد برلمانية.
وهو نفس عدد المقاعد التي فاز بها الحزب في الانتخابات التالية عام 1995، ليتجاوز هذا الرقم محققاً ستة مقاعد في برلمان عام 2000، وبهذا العدد الضئيل نسبياً تولّى رئيس الحزب خالد محي الدين زعامة المعارضة في مجلس الشعب خلال البرلمانين الأخيرين.
وفي انتخابات 2020 حصد الحزب 6 مقاعد، منهم 5 ضمن القائمة الوطنية، هم عاطف مغاوري، سلمى مراد، ضحى عاصي، علاء عصام، مارسيل سمير، فيما نجح للحزب مرشح واحد في الانتخابات بالنظام الفردي هو أحمد بلال البرلسي في دائرة المحلة الكبرى.

## حزب التجمع وانتخابات دوره 2005
وخاض حزب «التجمع» معركته الانتخابية الأخيرة لبرلمان 2005 بـ60 مرشحاً فقط من بينهم 5 سيدات و 6 من الأقباط، والرقمان الأخيران انفرد بهما الحزب أيضاً عن بقية الأحزاب والقوي السياسية المشاركة في هذه الانتخابات، ورغم أن الحزب دخل المعركة متحالفا لأول مرة مع حزبي (الوفد، والناصري)ـ وبعض القوى السياسية التي ظهرت مؤخرا مثل (كفايه) و (التجمع الوطني للمعارضة) وحزبي (الكرامة) و (الوسط) ـ تحت التأسيس ـ وجماعة الإخوان المسلمين فيما سُمي ب (جبهه تحالف المعارضة)، فأنه يجد سوى الخسارة، بفقد عدد من المقاعد ولم يتسنى له إلا نجاح عضوين فقط هما، النائب / محمد عبد العزيز شعبان (دائرة حدائق القبة والوايلي الكبير) والذي استطاع أن يحتفظ بمقعده للمرة الرابعة على التوالي، وكذا النائب / محمد تليمه (دائرة أوسيم بالجيزة) بفوزه بالمقعد للمرة الأولى، ولم يستطيع الإحتفاظ لزعيمه ومؤسسه خالد محي الدين بزعامة المعارضة للسنوات الخمس المقبلة.

## نواب الحزب بمجلس الشعب

### انتخابات مجلس الشورى
| انتخاب | القائد          | مقاعد   | +/– |         |
| ------ | --------------- | ------- | --- | ------- |
| 2007   | خالد محيي الدين | 1 / 88  | ▲ 1 | الثالث  |
| 2010   | خالد محيي الدين | 1 / 132 |     | ▲الثاني |

## إنتخابات رئاسة الحزب 2013
أعلنت اللجنة المشرفة على انتخابات رئاسة حزب التجمع، فوز سيد عبد العال أمين عام حزب التجمع، برئاسة الحزب خلفاً للدكتور رفعت السعيد، رئيس الحزب السابق، وذلك بفارق صوت واحد، عن منافسه حسين عبد الرازق عضو المكتب السياسى لحزب التجمع.

## شخصيات بارزة في الحزب
- خالد محيي الدين - مؤسس الحزب ورئيس سابق وعضو مجلس قيادة الثورة المصرية
- كمال رفعت - مؤسس الحزب
- سيد عبد العال - رئيس الحزب الجديد

## مواقع خارجية
- جريدة الأهالي لسان حال الحزب.